# Turhan Hatidzse szultána
Turhan Hatidzse szultána (1627 – 1683. augusztus 4.) Ibrahim szultán hitvese, annak uralkodásának idején (1640–1648) haszeki szultána, majd fia, IV. Mehmed szultán uralkodása alatt (1648–1687) válide szultána. Anyósával, Köszem szultánával együtt az oszmán történelem legbefolyásosabb női alakjai közé tartozott, vele ért véget a nők szultanátusa.

## Fiatalkora
Turhan Hatidzse, akinek eredeti neve ismeretlen, valószínűleg ruszin (ukrán) származású. Nem volt egyéves mikor tatárok elrabolták, majd eladták rabszolgának. 12 éves korában, a krími kán ajándékaként került a Topkapı palotába. Anyósa Köszem szultána, ő maga pedig Ibrahim szultán ágyasa, hitvese. Egyike a szultán nyolc feleségének, bár hivatalos menyegzőjük sohasem volt. Dördüncü Haseki Sultan néven is emlegetik, aminek szó szerinti jelentése: Negyedik hitves, negyedik feleség. 1642. január 2-án adott életet a későbbi IV. Mehmed szultánnak.

## IV. Mehmed trónralépése
Ibrahim szultánt 1648. augusztus 8-án megfosztották trónjától, majd megfojtották, utódja a még gyermekkorú  IV. Mehmed lett. A szokásjog szerint így Turhan Hatidzsét illette a válide (a szultán édesanyja) pozíció, mint a hárem vezetőjét, azonban a janicsárok támogatásával újra Köszem szultána ragadta magához ezt a pozíciót és vele együtt a hatalom gyakorlását.
Ezt követően emlegették Köszemet Naib-i-Sultanat (a szultánátus régense) vagy Büyük Valide Sultan (nagy válide vagy idősebbik válide) míg Turhan Hatidzsét Küçük Valide Sultan (kis válide vagy ifjabbik válide szultána) néven. Természetesen elkerülhetetlenné váltak a hatalmi harcok, és a nép nem nézte jó szemmel Köszemnek a janicsárokra, illetve a birodalomra való befolyását, míg Turhan Hatidzse a magánkamara eunuchjainak és a nagyvezír támogatását tudhatta magáénak.
Köszem ebben a hatalmi harcban mindenképpen le akarta taszítani trónjáról az új uralkodót, helyére pedig egyik unokáját ültetni, történészek szerint abból a célból, hogy az könnyebben befolyásolható lett volna, így a hatalom teljes egészében a válide szultánára szállt volna. Végül Köszemet 1651. szeptember 2-án meggyilkolták, utódja pedig Turhan Hatidzse lett.

## Valide szultánaként
Vetélytársa halála után Turhan lett a válide. Hatidzse többször kísérte fiát a fontos diplomáciai találkozókon, és nem egyszer folytatott megbeszéléseket fia háta mögött a magas rangú vezírekkel.
Bár a kormányzás gyakorlatilag az ő kezében volt, elődeivel ellentétben megosztotta azt fiával, akit mint uralkodóját is tisztelt és szeretett.
Uralmának csak két dolog vetett gátatː a kandiai háború és az annak következtében fellépő pénzügyi válság. 1656-ban Köprülü Mehmed pasát nevezték ki nagyvezírré, aki elődeivel ellentétben felül emelkedett és megoldotta a birodalom problémáit, aminek következtében Turhan átadta neki a politikai vezírséget.

## Építészet
Leslie P. Peirce történész professzor Turhan Hatidzse életében fordulópontként jellemezte az 1656-os évet. Azzal, hogy átadta a hatalom gyakorlását nagyvezírének, azzal saját politikai befolyását gyengítette. Így viszont sokkal több ideje volt mással, így például az építészetekkel foglalkozni.
1658-ban indultak az első ilyen munkálatok, minek következtében - csakúgy mint saját korában Hódító Mehmed - a velencei fenyegetésre válaszul a Dardanelláknál erődöt építtetett, melynek egyik bejárata az európai másik pedig az ázsiai oldalon még ma is látható.
Turhan Hatidzse legnagyobb építészeti alkotása az Isztambulban található Yeni mecset befejezése. A dzsámit még Szafije szultána kezdte építtetni a Eminönü  történelmi városrészben, amely jórészt muszlim lakta része volt a fővárosnak. A szultána a nem muszlimokkal való együttélés jegyében emeltette a mecsetet,  aminek 1597-ben rakták le az első kövét. Szafije halála után az építkezések leálltak, 57 évig nem nyúlt senki az építményhez, amit az 1660-as tűzvész szinte teljesen lerombolt. Hatidzse szultána 1665-re teljesen felújíttatta valamint kibővíttette, így iskola, szökőkút, piac és sírhely is található az épületegyüttesben.  Ez volt az első nő által emeltetett mecset a birodalomban.
1683-as halála után őt is a Yeni mecsetben temették el.

## Galéria

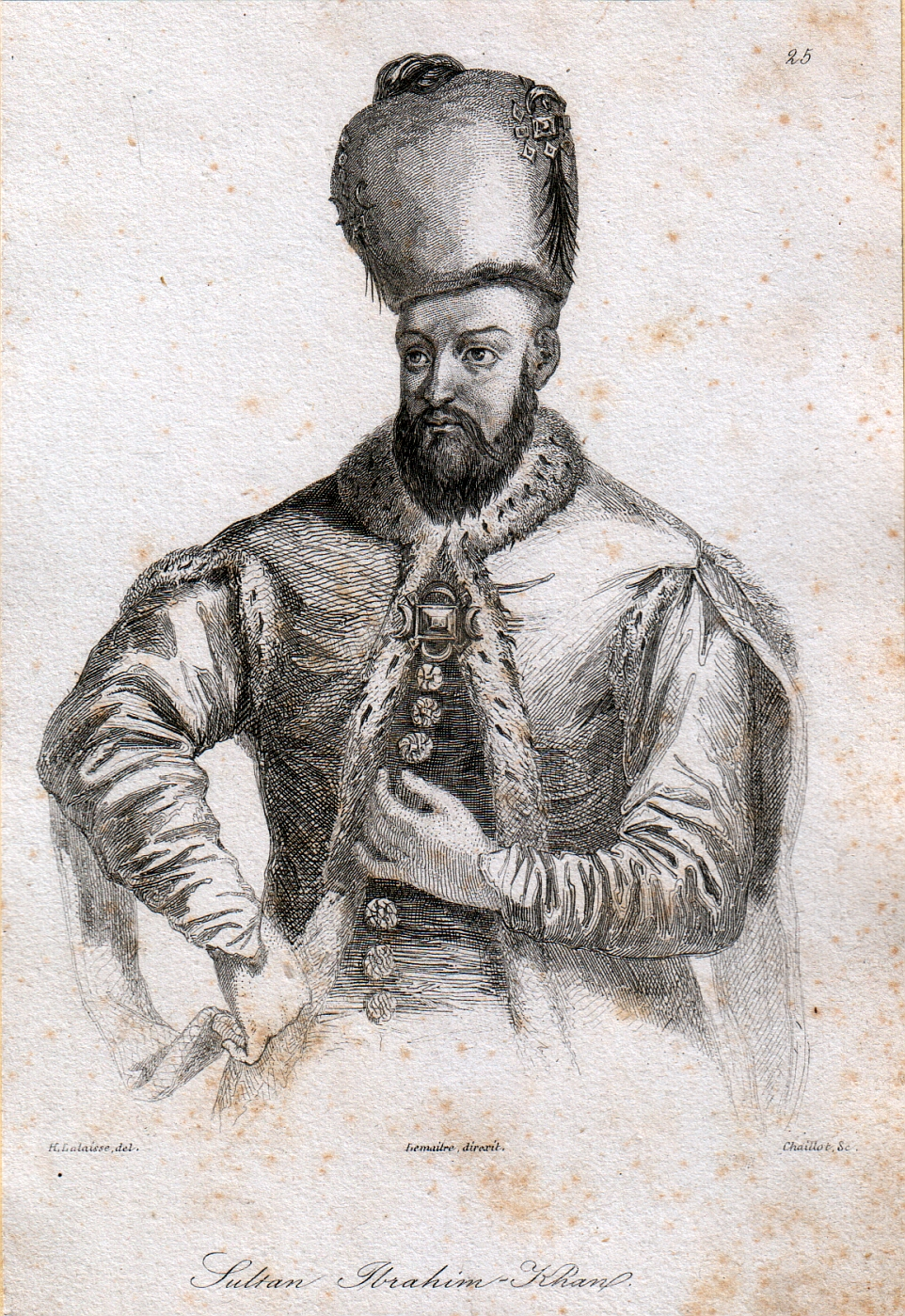
férje, I. Ibrahim.
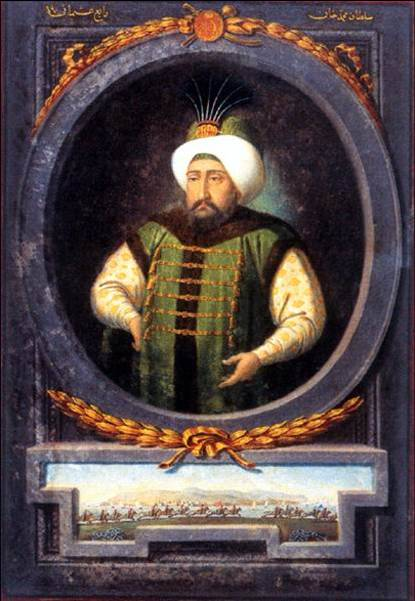
fia, IV. Mehmed.
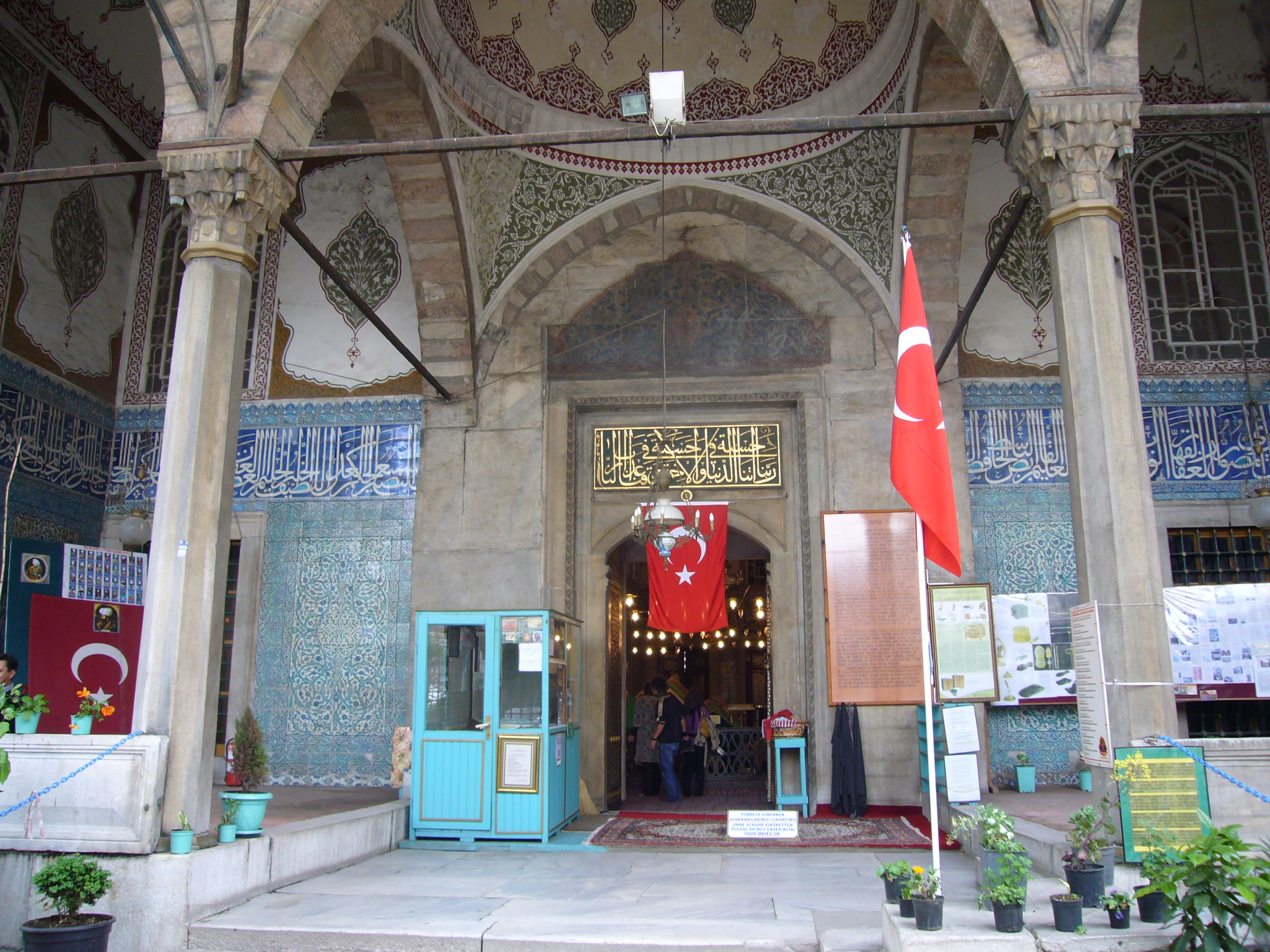
Turhan Hatice türbéjének bejárata
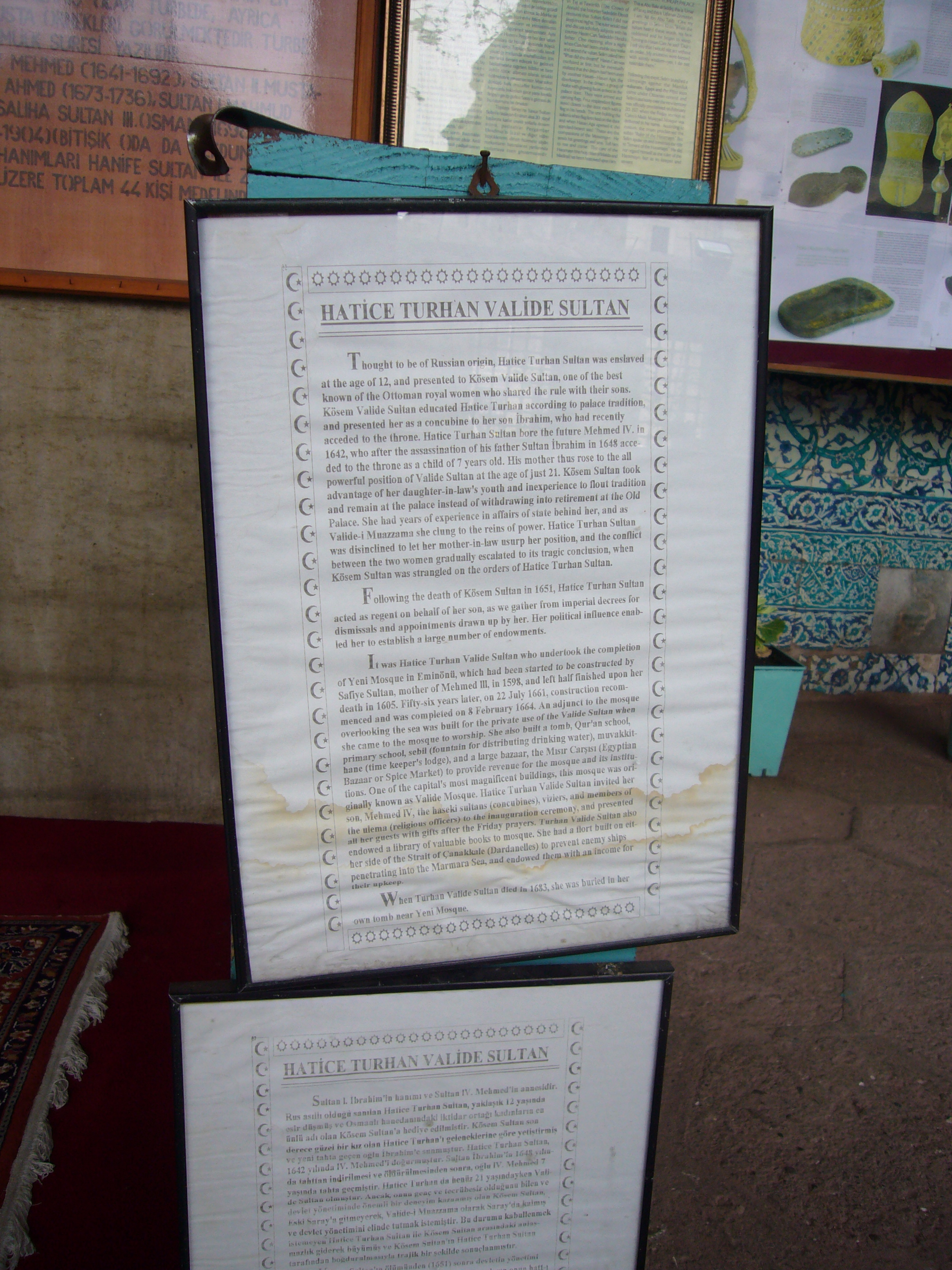
Felirat a türbe bejárata felett
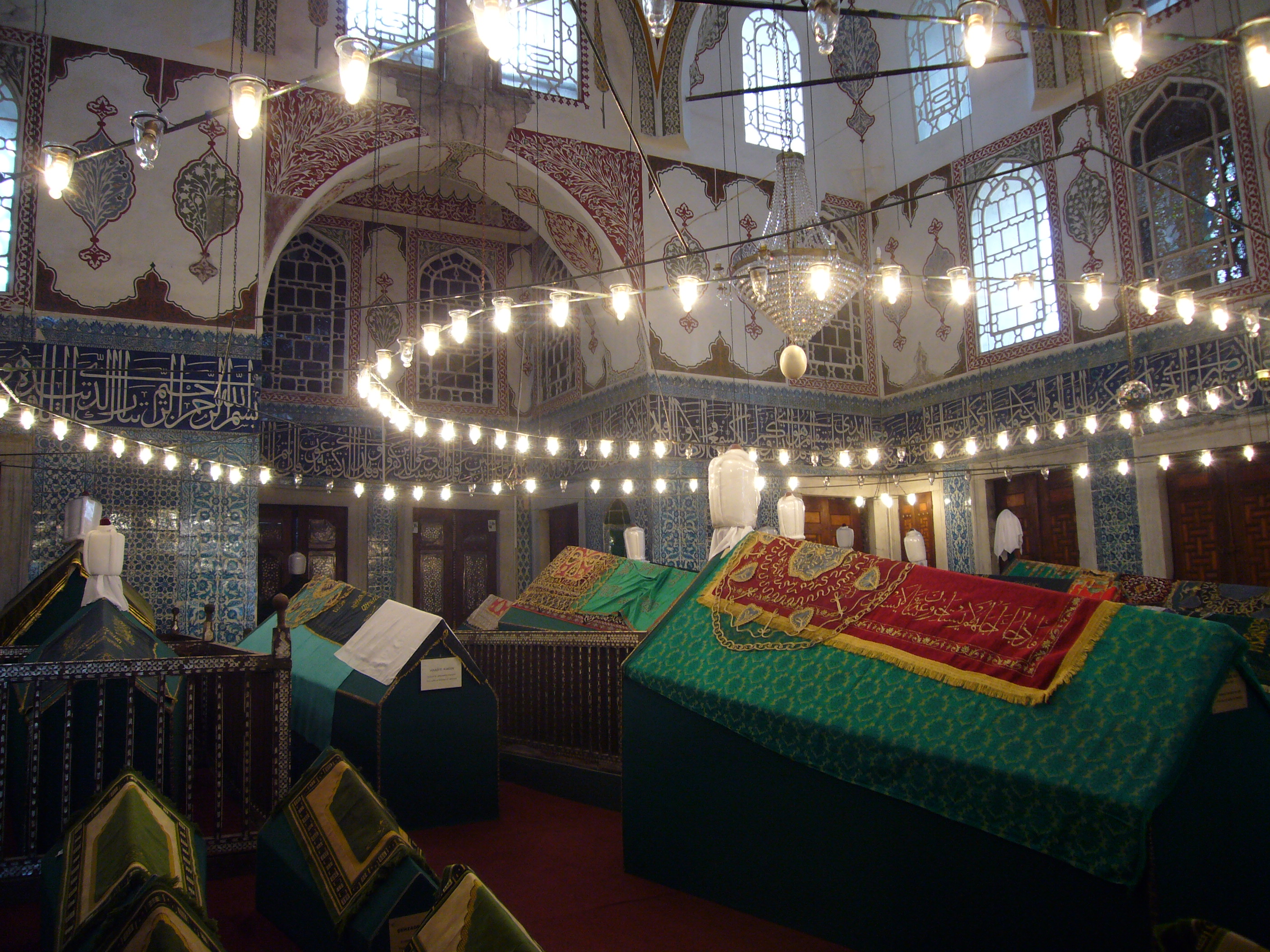
A türbe közelében található mauzóleum Isztambulban.
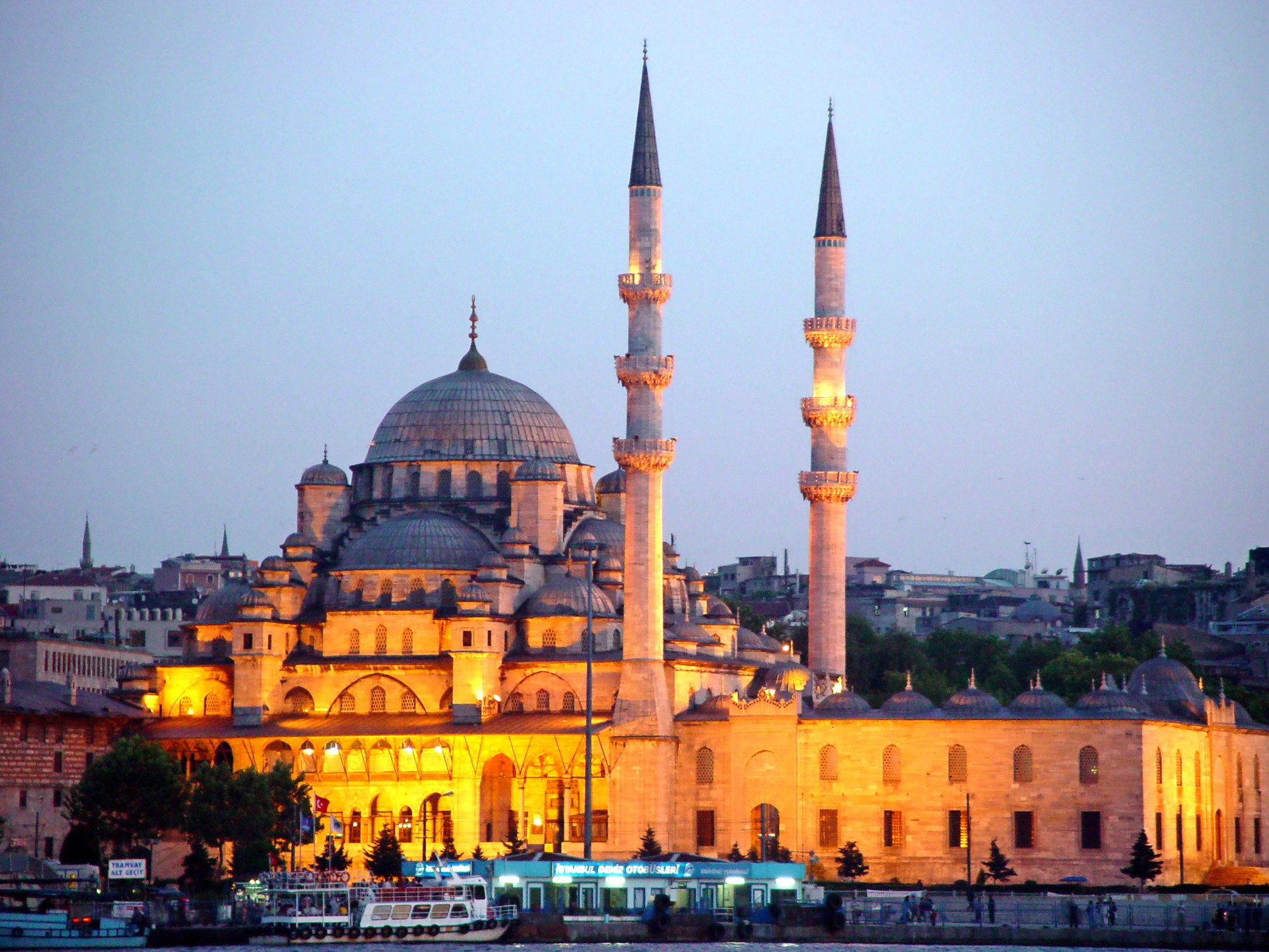
A szintén Isztambulban található, IV. Mehmed által emeltetett Yeni dzsámi.